# Reinaldo (futbolista)
José Reinaldo de Lima (Ponte Nova, 11 de enero de 1957) es un exfutbolista brasileño.

## Trayectoria
José Reinaldo de Lima, o simplemente Reinaldo, debutó en el equipo el 28 de enero de 1973, con 16 años. Dos años después obtendría su primer Campeonato Mineiro de forma invicta, y desde 1978 a 1983 ganaría ese torneo en seis ocasiones consecutivas. En paso por el Atlético Mineiro convirtió 255 goles en 475 partidos y es considerado el ídolo máximo del club. Con la Selección Brasileña jugó 37 partidos, convirtiendo 14 goles. Participó de la Copa Mundial de Fútbol de 1978, donde convirtió un gol frente a Suecia. Durante el festejo extendió el brazo apuntando hacia el cielo con el puño cerrado: un símbolo del movimiento de las Panteras Negras.

Reinaldo sería el jugador que más se acercaría a Pelé.
 Zico.

Zico, rival de Reinaldo en la década de 1980, declaró que Reinaldo podría haber sido el jugador que más se acercaría a Pelé. Reinaldo se retiró del fútbol a los 31 años debido a constantes problemas con la rodilla.

## Clubes
| Club                | País         | Año       |
| ------------------- | ------------ | --------- |
| Atlético Mineiro    | Brasil       | 1973-1985 |
| Palmeiras           | Brasil       | 1986      |
| Rio Negro           | Brasil       | 1987      |
| Cruzeiro            | Brasil       | 1988      |
| BK Häcken           | Suecia       | 1988      |
| Stormvogels Telstar | Países Bajos | 1988      |

## Palmarés
- Copa dos Campeões da Copa Brasil (1): 1978.
- Campeonato Mineiro (7): 1976, 1978, 1979, 1980, 1981, 1982 y 1983.